# Tyndrum
Tyndrum är en by i Stirling, Skottland. Byn är belägen 60 km 
från Stirling. Orten har 165 invånare (1991). Det har 2 järnvägsstationer.